# Едомин, Михаил Михайлович
Михаил Михайлович Едомин (1911—1993) — младший сержант Рабоче-крестьянской Красной Армии, участник Великой Отечественной войны, Герой Советского Союза (1943).

## Биография
Родился 18 сентября 1911 года в деревне Замошниково (ныне — Вохомский район Костромской области).
Получил неполное среднее образование, после чего работал в одном из совхозов в Свердловской области.
В 1933—1940 годах проходил службу в Рабоче-крестьянской Красной Армии, участвовал в боях на Халхин-Голе и советско-финской войне.
В мае 1942 года Едомин был повторно призван в армию. К 1943 году гвардии младший сержант Михаил Едомин был наводчиком орудия 330-го гвардейского истребительно-противотанкового артиллерийского полка 9-й гвардейской истребительно-противотанковой артиллерийской бригады 47-й армии Воронежского фронта.
В феврале 1943 года Едомин спас жизнь получившему ранение командиру бригады, вынеся того с поля боя. 15 октября 1943 года во время боёв на плацдарме на западном берегу Днепра в районе села Студенец Каневского района Черкасской области Едомин лично подбил 12 вражеских танков.
Указом Президиума Верховного Совета СССР от 24 декабря 1943 года гвардии младший сержант Михаил Едомин был удостоен высокого звания Героя Советского Союза с вручением ордена Ленина и медали «Золотая Звезда».
Был также награждён двумя орденами Отечественной войны 1-й и одним — 2-й степени, рядом медалей.
После окончания войны Едомин был демобилизован. Проживал в Нижнем Тагиле.
Скончался 7 октября 1993 года. Похоронен на Центральном кладбище Нижнего Тагила.